# Griesheimer Sand
Griesheimer Sand este o arie protejată (arie de protecție specială avifaunistică — SPA) din Germania întinsă pe o suprafață de 312,67 ha, integral pe uscat.

## Localizare
Centrul sitului Griesheimer Sand este situat la coordonatele 49°51′07″N 8°35′04″E / 49.8519°N 8.5844°E.

## Înființare
Situl Griesheimer Sand a fost declarat arie de protecție specială avifaunistică în iunie 2000 pentru a proteja 17 specii de animale.

## Biodiversitate
Situată în ecoregiunea continentală, aria protejată nu include niciun habitat protejat.
La baza desemnării sitului se află mai multe specii protejate de  păsări (17): fâsă-de-câmp (Anthus campestris), caprimulg (Caprimulgus europaeus), Corvus monedula, prepeliță (Coturnix coturnix), șoimul rândunelelor (Falco subbuteo), capîntortură (Jynx torquilla), sfrâncioc roșiatic (Lanius collurio), ciocârlie de pădure (Lullula arborea), presură sură (Miliaria calandra), pietrar sur (Oenanthe oenanthe), viespar (Pernis apivorus), codroșul de pădure (Phoenicurus phoenicurus), ciocănitoare verzuie (Picus canus), mărăcinar (Saxicola rubetra), mărăcinar negru (Saxicola torquatus), turturică (Streptopelia turtur), pupăză (Upupa epops).